# Herbert Raab
Herbert Raab, född 24 januari 1969 i Linz Österrike, är en österrikisk programmerare och amatörastronom.
Minor Planet Center listar honom som H. Raab och som upptäckare av en asteroid
Asteroiden 3184 Raab är uppkallad efter honom.

## Lista över upptäckta mindre planeter och asteroider
| 9097 Davidschlag [A] [B]                                 | 14 januari 1996  |
| 9119 Georgpeuerbach [A] [B]                              | 18 februari 1998 |
| 13682 Pressberger [A]                                    | 10 augusti 1997  |
| 175730 Gramastetten [A] [B]                              | 18 februari 1998 |
| Upptäckt tillsammans med: A Erich Meyer B Erwin Obermair |                  |